# Мир (радиокомпания)
Радио «Мир» — белорусская музыкально-информационная радиостанция. Основана 26 мая 1997 года Представительством МТРК «Мир» в Беларуси. Вещание ведётся в формате AC (Contemporary Music). Эфир построен на западной и отечественной поп-, рок-музыке от конца 1980-х годов до сегодняшних дней.

## Ведущие
- Юрий Святокум
- Андрей Максимов
- Катя Рыбак
- Катя Жаворонок
- Катя Ивлиева
- Ирина Кленова
- Алексей Клочков
- Игорь Фадеев[2]

## Ведущие новостей
- Кирилл Громов[2]
- Алеся Островская
- Татьяна Морозова

## Фактическое вещание
Передачи ведутся на ультракоротких волнах, а также через интернет- и спутниковое вещание.
- Барановичи 98,4 FМ, 500 Вт, с 18.02.10
- Березино 88,7 FM, 4 кВт, с 25.02.22
- Бобруйск 103,6 FМ, 1 кВт, с 23.01.10
- Браслав 89,7 FM, 100 Вт, с 25.02.22
- Брест 106,6 FМ, 1 кВт, с 31.03.10
- Витебск 101,8 FМ, 1 кВт, с 18.03.08
- Геранёны / (Лида) 97,8 FМ, 1 кВт, с 03.05.18
- Гомель 101,7 FМ, 500 Вт, с 25.07.14
- Гродно 104,2 FМ, 500 Вт, с 01.07.08
- Жлобин 92,8 FM, 250 Вт, с 25.02.22
- Минск 107,1 FМ, 4 кВт, с 26.05.97
- Могилёв 107,8 FМ, 1 кВт, с 20.01.10
- Молодечно 93,3 FM 1 кВт, с 04.05.23
- Мядель 106,9 FM, 1 кВт, с 13.10.22
- Орша 90,6 FM, 1 кВт, с 01.12.18
- Осиповичи 89,9 FM 1 кВт, с 18.04.23
- Пинск 103,2 FM, 500 Вт, с 01.04.10
- Пружаны 88,1 FM, 1 кВт, с 11.02.22
- Солигорск 104,3 FМ, 2 кВт, с 05.02.10
- Столин 95,9 FM, 1 кВт, с 25.02.22

### Вещание планируется
- Брагин 91,2 FM
- Лиозно 101,4 FM
- Ушачи (Полоцк) 106.2 FM

## Спутниковое вещание
- Спутник ABS-1 75º E
- Частота 12694
- SR 11000 MS FEC 7/8
- Поляризация Вертикальная

## Награды и публикации
- 2014 год — Гран-при конкурса «Продукт года»[3].
- 2015 год
  - Гран-при конкурса «Лидер года»[4].
  - Гран-при конкурса «Продукт года»[5].
- 2016 год
  - Первое место в номинации «Социальная реклама» на 8-м Международном фестивале маркетинга и рекламы «Белый квадрат»[6].
  - «Киевский фестиваль рекламы». Бронзовая медаль в номинации «Мастерство в производстве радиорекламы»: работа сценариста. Восемь дипломов финалиста конкурса «Радиореклама» в номинациях услуги, социальная реклама, работа сценариста, режиссура, звуковое оформление[7].
  - Второе место в номинации «Аудиореклама. Ролики для радиоэфира» и третье место в номинации «Социальная реклама. Радио» на Фестивале белорусскоязычной рекламы и коммуникации ADNAK[8].
  - Гран-при конкурса «Продукт года-2016», за объективное освещение событий Беларуси и мира, эффективную работу по продвижению радиостанции и креативный подход в создании эфира, а также в связи с юбилеем — 25-летием успешной деятельности в информационном пространстве СНГ[9].
  - Гран-при конкурса «Лидер потребительского рынка — 2016» за профессионализм и объективность, креативный подход и безупречную бизнес-репутацию[10]
  - Национальный фестиваль рекламы «Идея»-2016»: 2 диплома в номинациях «Мастерство в производстве радиорекламы»: РАБОТА СЦЕНАРИСТА, КОПИРАЙТИНГ, работа актёра (диктора). 1 диплом в номинации «Радиореклама»: ОФОРМЛЕНИЕ ЭФИРА, РЕКЛАМА СМИ.
  - Второе место в рейтинге креативности агентств по итогам 2016 года (по версии АКМА)[11].
- 2017 год
  - Серебряная медаль конкурса «Бренд года-2017» в профессиональной номинации в категории «СМИ, информационные услуги».
  - Гран-при конкурса «Лидер потребительского рынка-2017» за профессионализм и объективность, креативный подход и безупречную бизнес-репутацию.
  - Второе место в рейтинге мастерства агентств по итогам 2017 года (по версии АКМА).
- 2018 год — Специальный приз Международного фестиваля «Радио без границ» присуждён программе «День Беларуси»: «за профессиональный подход в формировании информационной картины дня»[12].
- 2019 год
  - Гран-при конкурса «Лидер потребительского рынка – 2019»[13].
  - Бронзовая медаль в номинации «СМИ и рекламные услуги» IV локального фестиваля рекламы LAMA[14].
- 2020 год
  - Международный фестиваль рекламы «KIAF-2020». 3 диплома в категории RADIO & AUDIO CRAFT в номинациях «Sound design», «Casting & performance», «Use of music»[15].
  - Премия «Лидер потребительского рынка – 2020»: Гран-при в номинации «СМИ для потребителей» за достоверность и креативность, профессионализм и клиентоориентированный подход. Директор Национального Представительства Владимир Перцов награждён дипломом «Лидер управления» за безупречную деловую репутацию, профессионализм и эффективное управление бизнес-процессами[16].